# آپولو ۱۳
آپولو ۱۳ (به انگلیسی: Apollo 13) هفتمین پرواز سرنشین‌دار از مجموعه برنامه فضایی آپولو و سومین سفر با هدف فرود بر ماه بود. در این عملیات، انفجاری در مخزن اکسیژن ماژول خدماتی، باعث نشت اکسیژن هر دو کپسول این ماژول به فضا شد. به همین علت فضانوردان مجبور شدند به ماژول ماهنورد نقل مکان کرده و ماژول فرماندهی را برای ذخیره منابع موجود آن برای سفر بازگشت، به حالت خاموش درآورند. با وجودی که ماژول ماهنورد برای سرویس دهی به دونفر برای دو روز طراحی شده بود، مرکز کنترل عملیات در هیوستون تگزاس آن را برای سرویس دهی به سه نفر برای مدت سه روز ارتقا داد. مشکل اصلی پیدا کردن راهی برای خوراندن کارتریج‌های تبدیل دی‌اکسید کربن ماژول فرماندهی به ماژول ماهنورد با امکاناتی که در اختیار داشتند بود.
این سفر ناسا در سال ۱۹۷۰ به‌وقوع پیوست، و فضانوردان آن جیمز لاول، جک سویگرت و فرد هایسه بودند.
از این مأموریت، فیلمی با همین نام (با شرکت تام هنکس، کوین بیکن، بیل پاکستون، گری سینایس و اد هریس، به کارگردانی ران هاوارد) توسط هالیوود در سال ۱۹۹۵ ساخته شد.

## نگارخانه

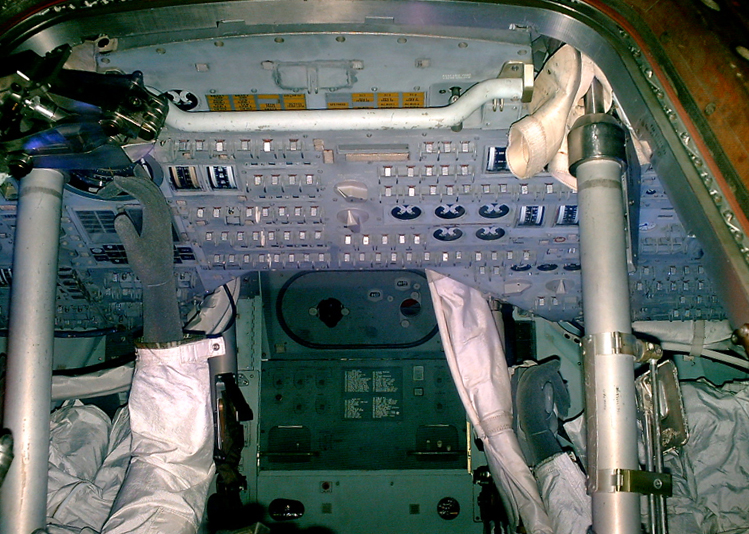
نگاهی به اتاق فرمان کپسول
جزئیات مسیر پرواز
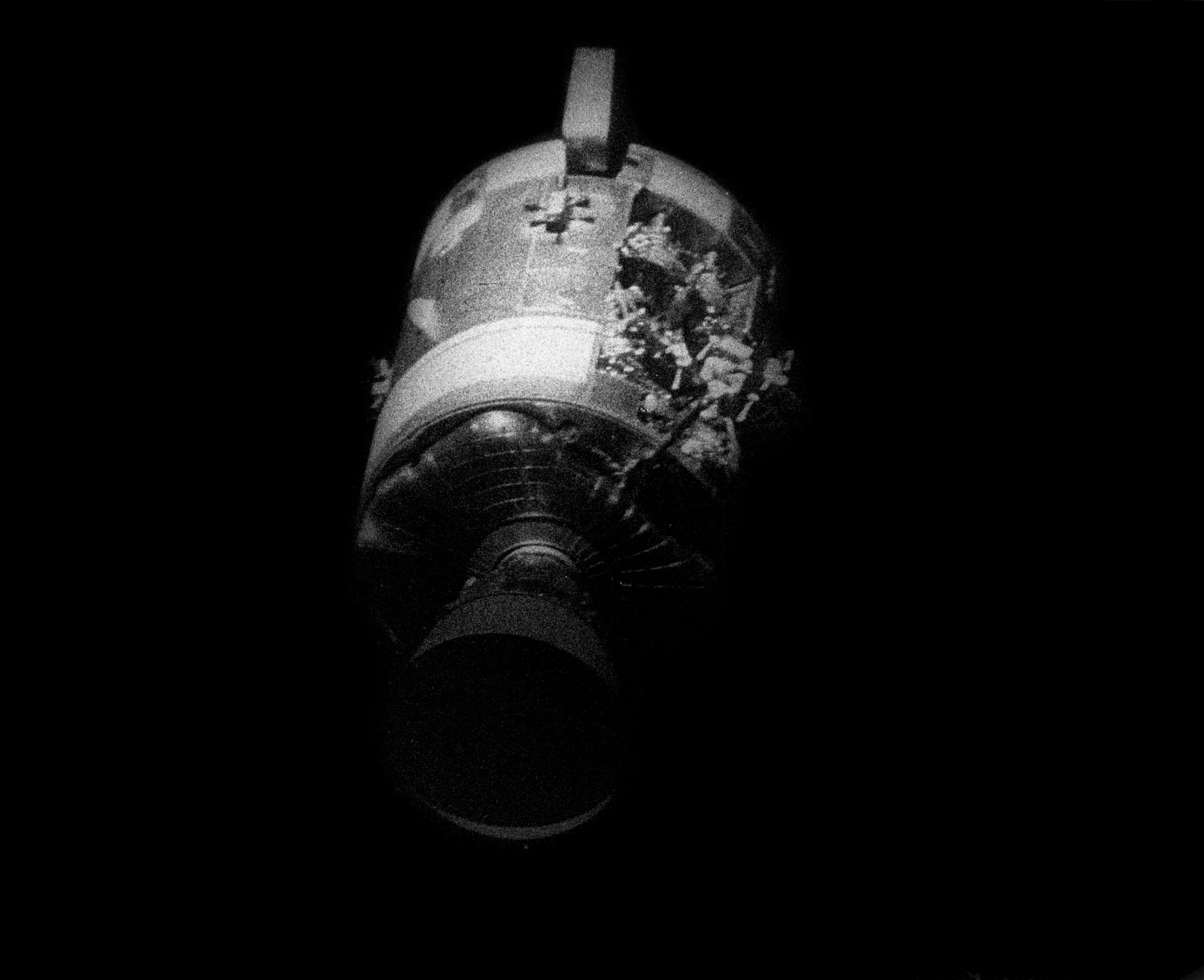
سفینه‌ای که دچار حادثه گردید
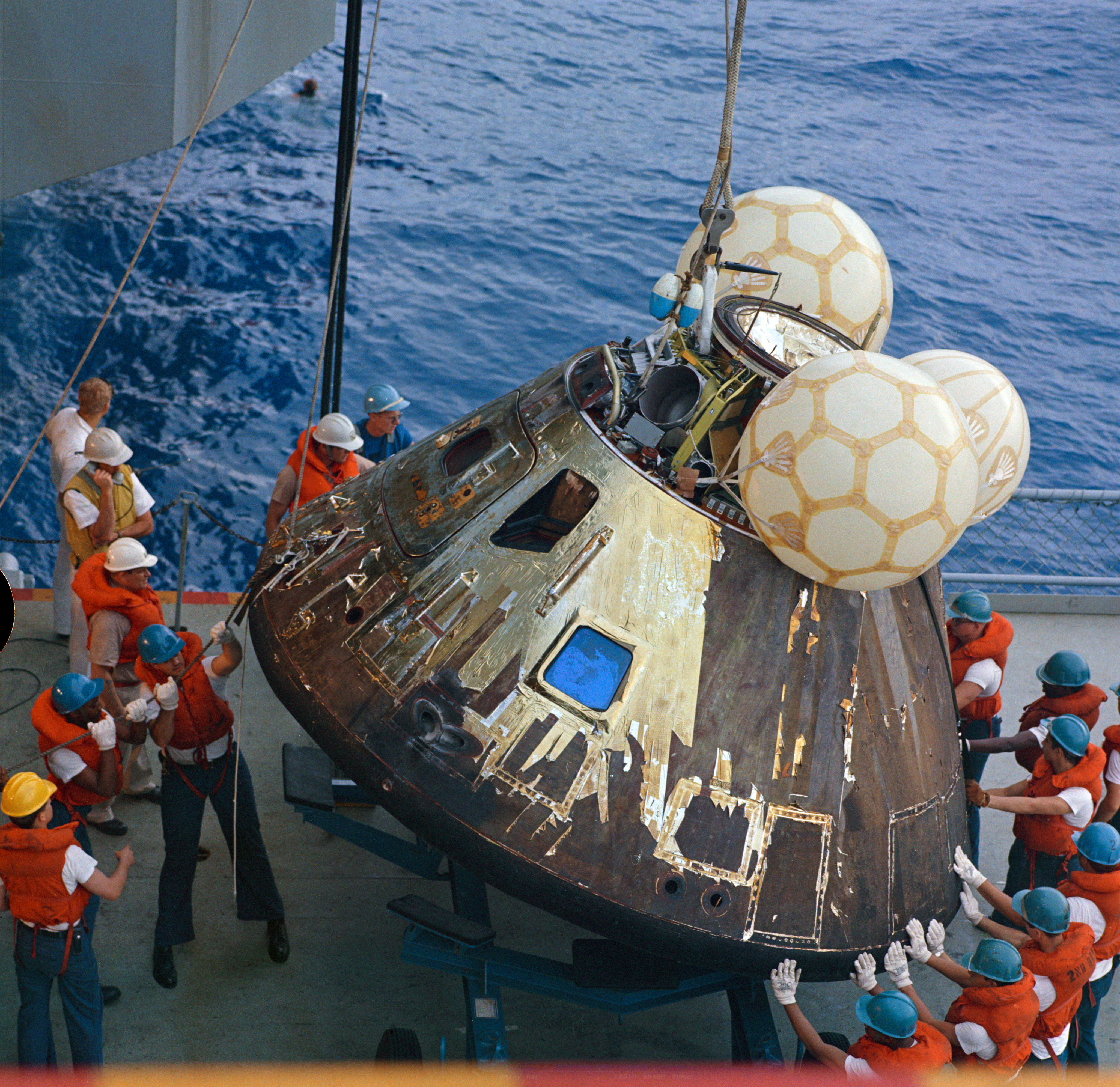
آبگیری کپسول آپولو ۱۳ پس از فرود در اقیانوس